# コースター (南カリフォルニア)
コースター（Coaster、(報告記号 NCTD)）は、アメリカ合衆国カリフォルニア州のオーシャンサイドとサンディエゴの間66kmを、約1時間で結ぶ通勤列車である。駅数は全部で8ある。運転本数は平日は各方向11本、週末祝日は各方向4本である。そのほか同じ線路上を走るアムトラックのパシフィック・サーフライナーのうち毎日各方向3本の列車に対してはコースターの利用者が乗車できるように設定がされている。

## 概要
コースターは郡北部交通広域連合（North County Transit District、NCTD）が運行している鉄道路線で、1994年にアッチソン・トピカ・アンド・サンタフェ鉄道から100kmの線路を買い取り、1995年2月27日に運行を開始した。ただし線路買収後もこの線路を通るアッチソン・トピカ・アンド・サンタフェ鉄道およびその後身であるBNSF鉄道によるサンディエゴ以南とロサンゼルスの間の貨物輸送は継続して行われている。また、買収時この線路を走っていたアムトラックの列車サンディーガンおよびその後継であるパシフィック・サーフライナーも引き続きこの線路上を運転している。2014年現在、複線区間を伸ばす工事が進行中である。

## 組織
NCTDは、カールスバッド、デル・マー、エンシニータス、エスコンディード、オーシャンサイド、サンマルコス、ビスタ、ソラナビーチの各自治体の代表およびサンディエゴ郡の担当部局の代表から構成される組織で、地域交通システムの総合的な整備を目的としている。コースターはその事業の一環でその他にBREEZEバス、SPRINTERライトレール、LIFT、FLEXなどの交通機関を運行している。

## 車両
NCTDは機関車「チャージャー」とボンバルディア製の二階建て客車を所有している。列車はプッシュプル方式で運転されている。

## 駅
以下に主要な駅について述べる。

### オーシャンサイド駅
北側の起点駅で施設全体はオーシャンサイド・トランジット・センター（Oceanside Transit Center）という名前である。この駅には北側からメトロリンクの2路線、インランド・エンパイア-オレンジカウンティーラインとオレンジカウンティーラインが乗り入れており、コースターとメトロリンク、パシフィック・サーフライナーでプラットホームを共用している。2面2線の単純な構造の駅であるが、3種類の列車の発着に対応するためにプラットホームを南北二つに分けて、コースターは南側半分を使用している。コースターのプラットホームの東側にはライトレールSPRINTERのプラットホームが設けられている。NCTDの線路はこの駅より更に北に延びていて、オレンジ郡との境で南カリフォルニア地域鉄道局(SCRR)の線路に接続している。

### サンディエゴ-オールドタウン駅
施設全体はオールドタウン・トランジット・センター（Old Town Transit Center）という名前である。コースターのほか、パシフィック・サーフライナー（一部の列車は通過）、サンディエゴ・トロリーのグリーン・ラインとブルー・ラインの列車が停車し、ここから各方面へのバスが発着する。また駅前にはパークアンドライドのための駐車場が設けられている。

### サンディエゴ-サンタフェ駅
南側終点駅。駅はサンタフェ鉄道によって建設されたが、一時期複数の鉄道会社が乗り入れていたため「サンディエゴ・ユニオン駅」と呼ばれていた。路線上の駅名はコースターでは「サンディエゴ-サンタフェ・デポ」（San Diego - 
Santa Fe Depot）、パシフィック・サーフライナーでは「サンディエゴ」になっている。また、おなじくこの駅を共用しているサンディエゴ・トロリーの駅名は「サンタフェ・デポ」である。

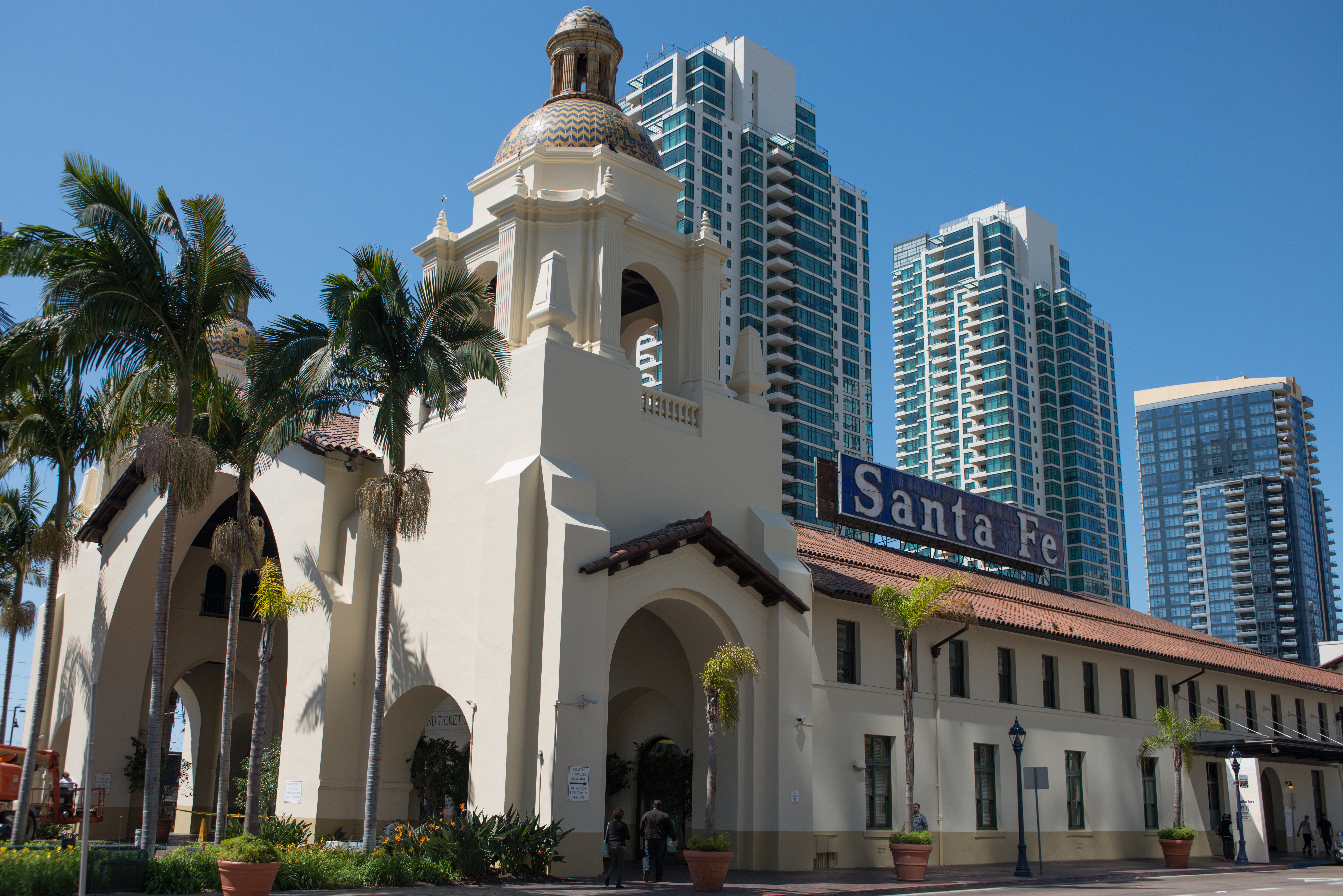
サンタフェ・デポ

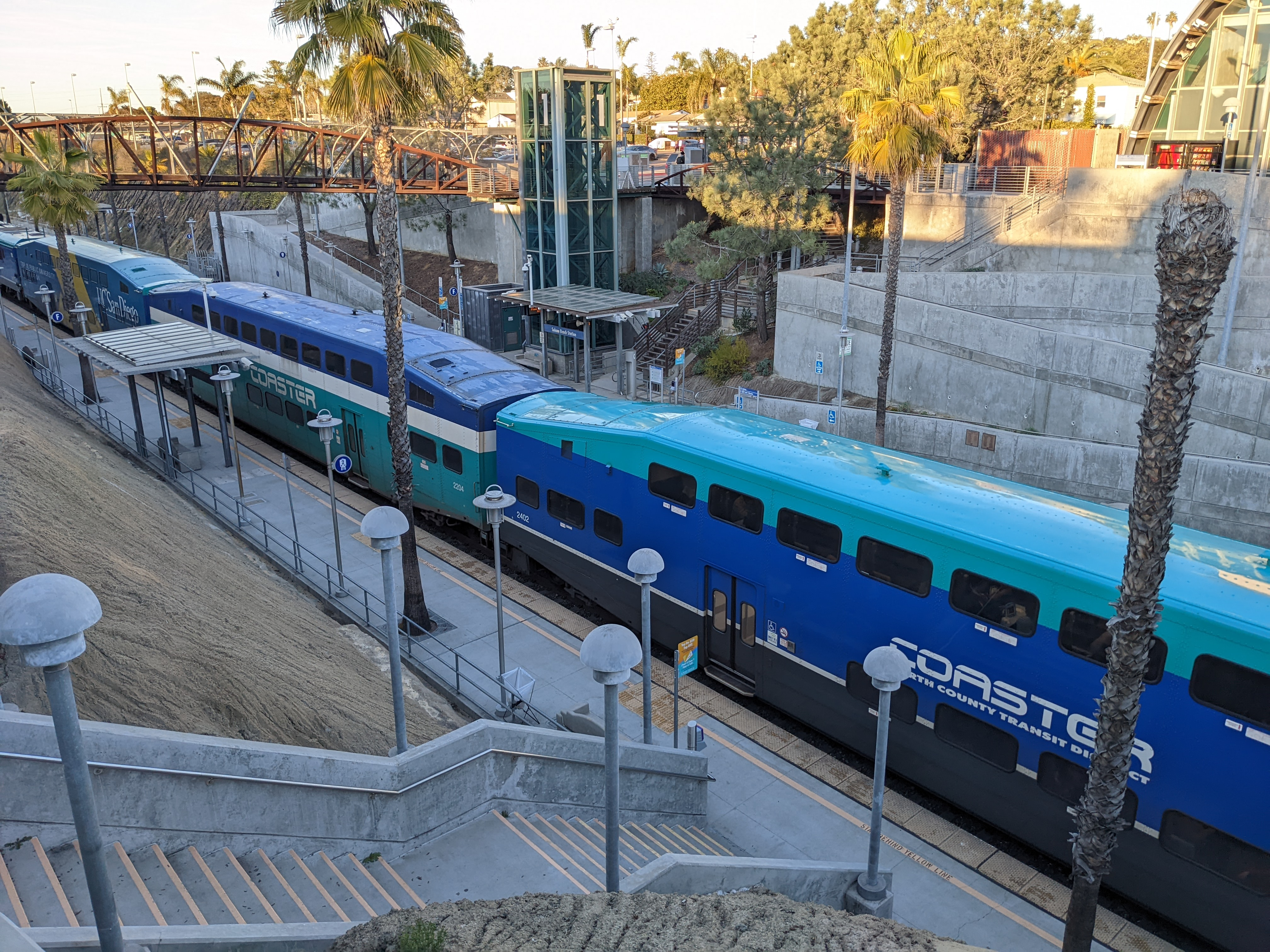
ソラナ

## 運賃
運賃はゾーン制を採用しており、ゾーンは3つあって、2014年時点での料金は片道の場合乗車区間が1つのゾーン内では4ドル、2つのゾーンにまたがった場合は5ドル、3つのゾーンにまたがった場合は5.5ドルである。定期利用者のために1か月の定期が設定されているほか、1日パスもある。切符は車内では購入できず、料金は乗車前に支払わなければならない。有効な乗車券を持たずに乗車していた場合最高250ドルの罰金が科せられる。乗車券にはICカード"コンパスカード"(Compass Card)が使用されている。